# Nefropatia analgetyczna
Nefropatia analgetyczna (ang. analgesic nephropathy, analgesic abuse nephropathy, analgesic-associated nephropathy) – postać śródmiąższowego zapalenia nerek związana z nadużywaniem leków przeciwbólowych, takich jak aspiryna, paracetamol czy fenacetyna.
Objawia się nadciśnieniem tętniczym i nykturią. W badaniach dodatkowych stwierdza się niedokrwistość hemolityczną i jałową leukocyturię. W USG nerki są małe, o nierównych obrysach, mogą być obecne zwapnienia w brodawkach nerkowych lub cechy martwicy brodawek. 
Nefropatia analgetyczna wiąże się ze zwiększonym ryzykiem nowotworów układu moczowego.